# Bhiradi, Raybag
Bhiradi là một làng thuộc tehsil Raybag, huyện Belgaum, bang Karnataka, Ấn Độ.